# جنیفر داودنا
جنیفر داودنا (انگلیسی: Jennifer Doudna زاده ۱۹۶۴) زیست‌شیمی‌دان اهل ایالات متحده آمریکا و استاد دانشگاه کالیفرنیا، برکلی است. او از سال ۱۹۹۷ پژوهشگر مؤسسه پزشکی هاورد هیوز بوده‌است. او در سال ۲۰۲۰ به همراه امانوئل شرپانتیه به دلیل «فراهم کردن روشی برای ویرایش ژنوم» یا توسعه ویرایش ژن کریسپر برندهٔ جایزه نوبل شیمی شد.
داودنا برای کارهای اساسی و رهبری خود در زمینه ویرایش ژنوم با واسطه CRISPR چهره برجسته ای در آنچه "انقلاب CRISPR" نامیده می‌شود بوده‌است. در سال ۲۰۱۲، داودنا و امانوئل شرپانتیه اولین کسانی بودند که پیشنهاد کردند CRISPR-Cas9 (آنزیم‌های باکتری‌هایی که ایمنی میکروبی را کنترل می‌کنند) برای ویرایش قابل برنامه‌ریزی ژنوم‌ها استفاده شود، که اکنون به عنوان یکی از مهمترین کشفیات در تاریخ زیست‌شناسی شناخته شده‌است.
داودنا کمک‌های اساسی در بیوشیمی و ژنتیک انجام داده و جوایز و فلوشیپ‌های معتبر بسیاری را دریافت کرده‌است، از جمله جایزه نوبل شیمی در سال ۲۰۲۰، با امانوئل شرپانتیه، برای توسعه روش ویرایش ژنوم جایزه 2000 Alan T. Waterman برای تحقیق در مورد ساختار مشخص شده توسط کریستالوگرافی اشعه ایکس یک ریبوزیم، و جایزه دستیابی به موفقیت ۲۰۱۵ در علوم زندگی برای فناوری ویرایش ژنوم CRISPR-Cas9 (با شرپانتیه). وی یکی از دریافت کنندگان جایزه گروبر در ژنتیک (۲۰۱۵)، جایزه بین‌المللی کانادا جایزه گاردینر (۲۰۱۶)، و جایزه ژاپن (۲۰۱۷) بوده‌است.
در خارج از جامعه علمی، وی به عنوان یکی از ۱۰۰ فرد با نفوذ در سال ۲۰۱۵ (با شرپانتیه) معرفی شده‌است. در سال ۲۰۱۷ او نویسنده اصلی کتاب "شکافی در آفرینش: ویرایش ژن و قدرت تصور ناپذیر برای کنترل تکامل بود، موردی نادر از گزارش اول شخص از یک پیشرفت بزرگ علمی، که هدف آن عموم مردم بود، که بلافاصله به دنبال کشف منتشر شد.

## تحصیلات
داودنا در سال ۱۹۸۵ لیسانسش را در رشته شیمی از کالج پومونا گرفت، و در رشته زیست‌شیمی پی‌اچ‌دیاش را از دانشگاه هاروارد با پژوهش روی ریبوزیم و زیر نظر جک ژوستاک گرفت. او فوق‌دکترایش را با راهنمایی توماس چک و از دانشگاه کلرادو بولدر گرفت.